# Тирличник гіркуватий
Тирличник гіркуватий, тирличничок осінній, тирличничок гіркуватий (Gentianella amarella) — вид трав'янистих рослин родини тирличеві (Gentianaceae), поширений ув Євразії й Північній Америці. Етимологія: лат. amarella — «гіркуватий»

## Опис
Однорічна або дворічна трава заввишки 10–30(60) см. Має циліндричне, м'ясисте, коричневий або жовте коріння. Стебла від нерозгалужених до розгалужених, голі, рифлені, порожнисті. Листки: у базальній розетці (часто в'януть під час цвітіння) і супротивні на стеблі, безчерешкові. Пластини з цілими краями, паралельними жилками, у розеткового листя оберненояйцевиді, з тупими кінцями, у стеблових — від вузько-яйцевидих до ланцетних, верхівки від тупих до звужених. Суцвіття — щитки. Квіти: віночки форми колеса, червонувато-фіолетові, 14–18 мм завдовжки, 5-лопатеві, з широким горлом; чашечки 5-лопатеві; тичинок 5. Плоди — 2-дольні капсули. Насіння невелике, численне, сплющене, коричневе.

## Поширення
Північна Америка (Гренландія, Канада, США, Мексика); Азія (Вірменія, Азербайджан, Росія, Китай, Казахстан, Монголія); Європа (Білорусь, Естонія, Латвія, Литва, Україна, Австрія, Бельгія, Чехія, Німеччина, Угорщина, Польща, Словаччина, Швейцарія, Данія, Фінляндія, Ісландія, Ірландія, Норвегія, Швеція, Велика Британія, Болгарія, Італія, Румунія, Сербія, Франція). Населяє вологі, помірно бідні поживними речовинами ґрунти на луках, пасовищах, узбіччях.
В Україні зростає на луках, узліссях, у чагарниках — у Карпатах до субальпійського поясу, Розточчя, на Поліссі (пд. ч.), в лісостепу, зрідка, в гірському й південному Криму.

## Використання
У Швеції рослину застосовували замість хмелю при приготуванні напоїв. Екстракт кореня має антисептичні та протизапальні властивості, зменшує гарячку, менструальний біль, дискомфорт у животі, загальну слабкість.

## Галерея

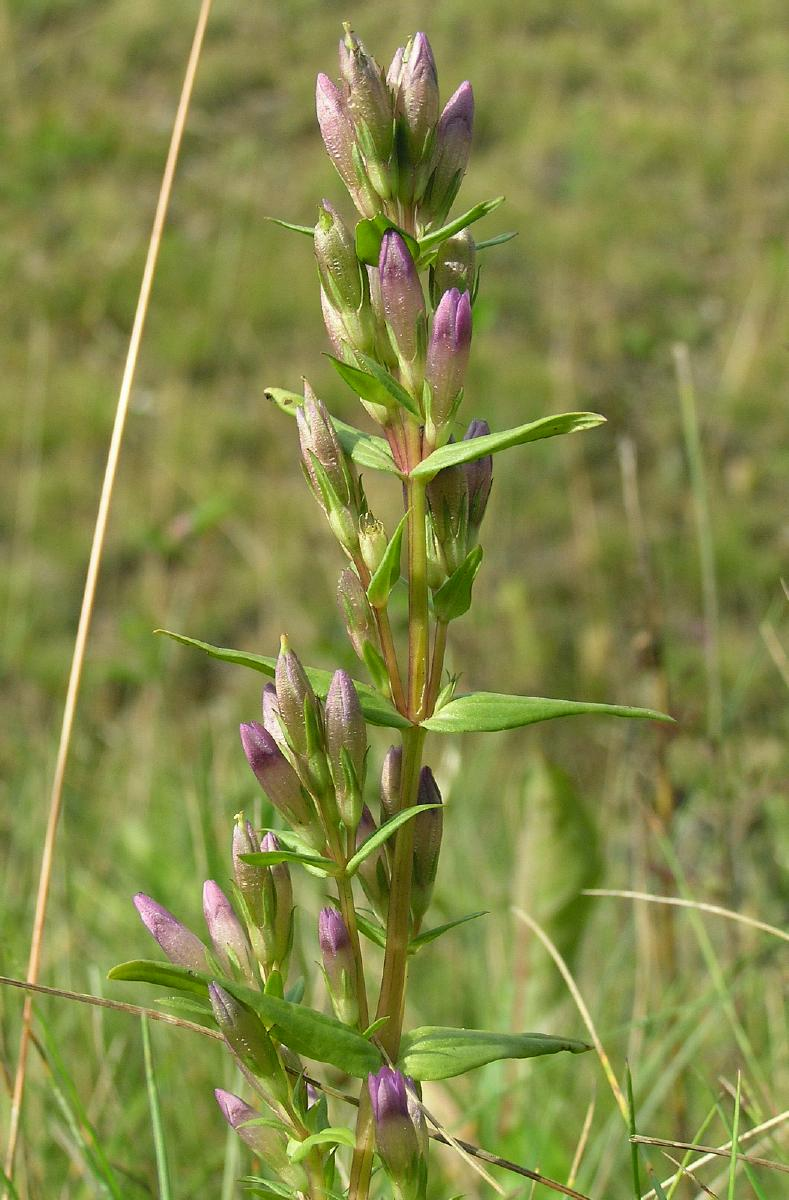
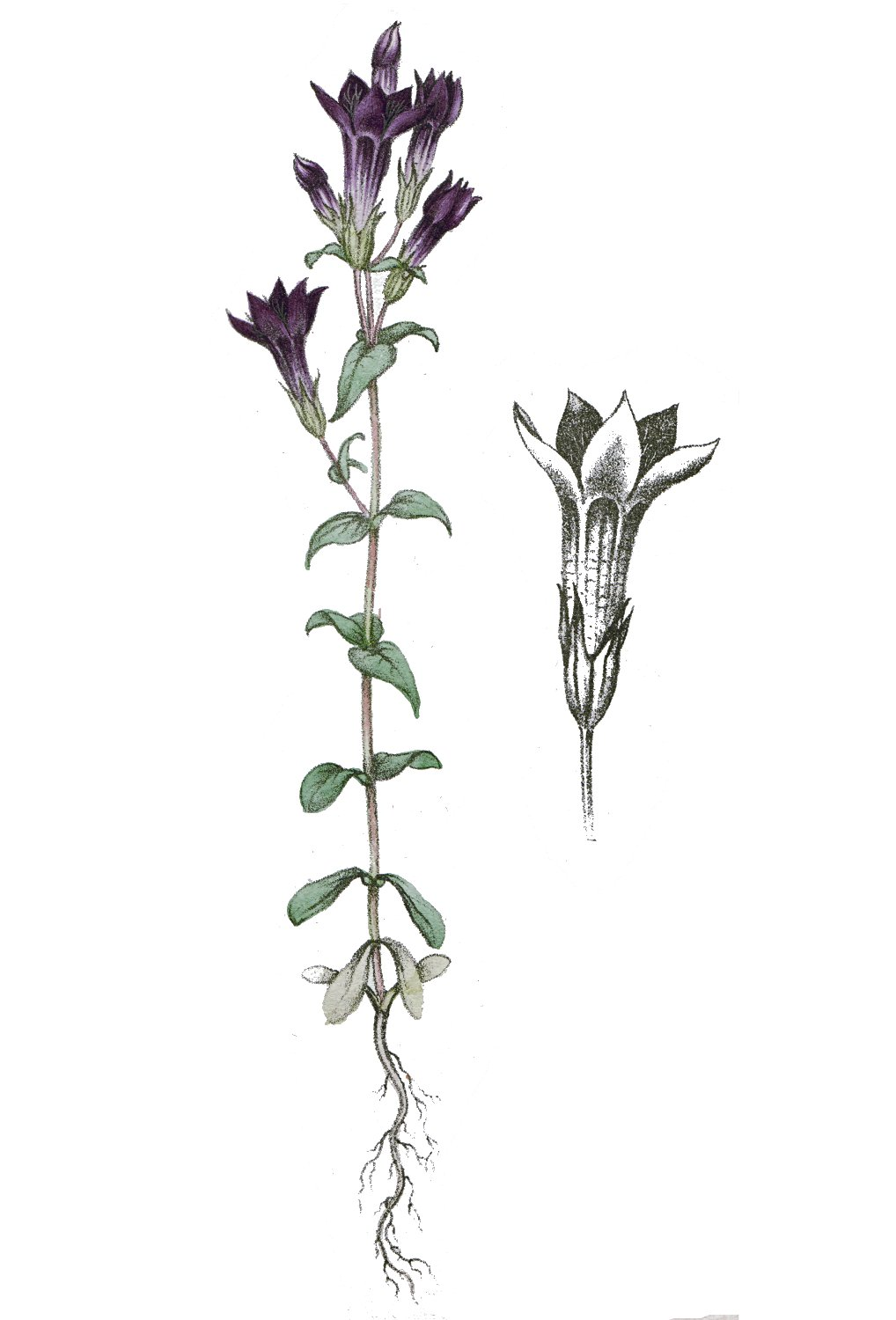